# Nozze d'odio
Nozze d'odio (Bodas de odio) è una telenovela messicana in 150 puntate prodotta da Televisa nel 1983.
In Italia fu trasmessa per la prima volta da Rete A; in seguito venne replicata da Rete 4, che la mandò in onda con un titolo diverso, Matrimonio proibito.
La telenovela è incentrata su una giovane donna contesa da due uomini, al tempo del presidente messicano Porfirio Díaz, che figura come personaggio di contorno.
La sigla della telenovela è un brano di Giuseppe Verdi (tratto dall'opera La traviata).